# استانیس پدرولا
استانیسلا پدرولا (به انگلیسی: Estanis pedrola) (زاده ۲۴ اوت ۲۰۰۳) یک فوتبالیست حرفه ای اسپانیایی است. که در پست مهاجم برای تیم بارسلونا بی بازی می‌کند.

## باشگاه حرفه ای
پدرولا که در کمبریلز، تاراگونا، کاتالونیا به دنیا آمد، در سال ۲۰۱۴ از تیم محلی رئوس دپورتیوو به تیم جوانان اسپانیول پیوست. قبل از پیوستن به باشگاه بارسلونا در ژوئن ۲۰۲۱، به رئوس بازگشت.
پدرولا اولین بازی خود را برای بزرگسالان در ۲۱ نوامبر ۲۰۲۱ انجام داد. او اولین گل بزرگسالان خود را در ۱۲ دسامبر به ثمر رساند و گل تساوی را برای تیم بی در برد خانگی ۳–۱ مقابل سی دی آلکویانو به ثمر رساند.

## زندگی‌نامه
پدرولا به نام پدربزرگش، همچنین به نام استانیسلاو، که در جنگ جهانی دوم جنگید و در اردوگاه کار اجباری نازی‌ها درگذشت، نامگذاری شد.